# Baletemys kampalili
Baletemys kampalili (Rowsey, M. R. M. Duya, Ibañez, Jansa, Rickart, & Heaney, 2022) è un roditore della famiglia dei Muridi, unica specie del genere Baletemys (Rowsey, M. R. M. Duya, Ibañez, Jansa, Rickart, & Heaney, 2022), endemico delle Filippine.

## Descrizione

### Dimensioni
Roditore di piccole dimensioni, con lunghezza della testa e del corpo tra 131 e 143 mm, la lunghezza della coda tra 100 e 102 mm, la lunghezza del piede tra 30 e 32 mm, la lunghezza delle orecchie di 20 mm e un peso fino a 71 g.

### Caratteristiche craniche e dentarie
Il cranio è lungo e stretto, i piatti zigomatici sono sottili, le orbite sono piccole. Lea bolla timpanica è relativamente grande. La mandibola è stretta e slanciata. Gli incisivi superiori sono leggermente opistodonti, ovvero con le punte rivolte verso l'interno della bocca.
Sono caratterizzati dalla seguente formula dentaria:

### Aspetto
Il corpo è tozzo, la testa è relativamente piccola e il muso è conico ed allungato. La pelliccia è soffice e densa. Le parti dorsali sono bruno-rossastre, mentre le parti ventrali sono giallo-grigiastre. Le orecchie sono corte, hanno la punta larga ed arrotondata e sono ricoperte di una densa peluria. Gli occhi sono piccoli. Le zampe anteriori sono piccole, marroni scure e sono munite di robusti artigli scuri. I piedi sono relativamente lunghi e sottili, sono interamente marroni scuri e sono anch'essi muniti di robusti artigli. La coda è più corta della testa e del corpo, è ricoperta di scaglie, ognuna munita di tre peli che diventano più lunghi verso l'estremità. Le femmine hanno due paia di mammelle inguinali.

## Biologia

### Comportamento
È una specie probabilmente terricola.

## Distribuzione e habitat
Questa specie è endemica delle zone montuose della parte orientale dell'isola filippina di Mindanao.
Vive nelle foreste primarie fino a circa 1.900 metri di altitudine.

## Conservazione
Questa specie, essendo stata scoperta solo recentemente, non è stata sottoposta ancora a nessun criterio di conservazione.